# Guy Pratt
Guy Pratt (Londres, Reino Unido, 3 de enero de 1962) es un conocido bajista de sesión y compositor musical británico, así como actor y comediante. También es el hijo del actor Mike Pratt. En 1996 en Kensington y Chelsea, Londres, Pratt contrajo matrimonio con Gala Wright, hija del teclista de Pink Floyd Richard Wright. La pareja vive con su hijo, Stanley, en Brighton.

## Discografía
- 1984 – Sidewalk – Icehouse
- 1985 – Riptide – Robert Palmer
- 1985 – The Dream Academy – The Dream Academy
- 1986 – Measure for Measure – Icehouse
- 1987 – Luz Y Sombra – Flans
- 1987 – Remembrance Days – The Dream Academy
- 1987 – Bête Noire – Bryan Ferry
- 1988 – One More Story – Peter Cetera
- 1988 – Delicate Sound of Thunder – Pink Floyd
- 1989 – Kite – Kirsty MacColl
- 1989 – Like a Prayer – Madonna
- 1990 – Wild and Lonely – Associates
- 1990 – Blue Pearl – Blue Pearl
- 1990 – Dick Tracy: "I'm Breathless" (Music from & Inspired by the Film) – Madonna
- 1990 – Don't Explain – Robert Palmer
- 1990 – Toy Matinee – Toy Matinee
- 1991 – Pop Life – Bananarama
- 1991 – Ripe – Banderas
- 1991 – Long Road – Junior Reid
- 1991 – Electric Landlady – Kirsty MacColl
- 1991 – Storyville – Robbie Robertson
- 1991 – A Different Kind of Weather – The Dream Academy
- 1991 – The Orb's Adventures Beyond the Ultraworld – The Orb
- 1992 – Masterfile – Icehouse
- 1992 – Growing Up in Public - Jimmy Nail
- 1992 – Ridin' High – Robert Palmer
- 1992 – U.F.Orb – The Orb
- 1993 – Debravation – Debbie Harry
- 1993 – Donna De Lory – Donna De Lory
- 1993 – Last Action Hero [Original Score] – Michael Kamen
- 1993 – Call Me Nightlife – Nokko
- 1993 – Elemental – Tears for Fears
- 1994 – Billy Pilgrim – Billy Pilgrim
- 1994 – Mamouna – Bryan Ferry
- 1994 – Well... – Katey Sagal
- 1994 – The Division Bell – Pink Floyd
- 1994 – Take It Back  [sencillo] – Pink Floyd
- 1994 – Heitor – T.P. Heitor
- 1994 – The Next Hundred Years – Ted Hawkins
- 1994 – Meanwhile – Third Matinee
- 1994 – Fruit of Life – Wild Colonials
- 1995 – Euroflake in Silverlake – Gregory Gray
- 1995 – HIStory: Past, Present and Future, Book I – Michael Jackson
- 1995 – P•U•L•S•E – Pink Floyd
- 1995 – A Spanner in the Works – Rod Stewart
- 1996 – Raise the Pressure – Electronic
- 1997 – Dark Days in Paradise – Gary Moore
- 1997 – It's So Different Here – Gota
- 1997 – Blood on the Dance Floor: HIStory in the Mix – Michael Jackson
- 1997 – The Next Hundred Years [Gold Edition] – Ted Hawkins
- 1997 – Restless Heart Reunion – David Coverdale & Whitesnake
- 1998 – Still Crazy
- 1998 – Dil Se – Dil Se
- 1998 – Messiah Meets Progenitor – Messiah
- 1998 – The Ted Hawkins Story: Suffer No More – Ted Hawkins
- 1999 – What Are You Going to Do with Your Life? – Echo & the Bunnymen
- 1999 – Michael Hutchence – Michael Hutchence
- 1999 – Reload – Tom Jones
- 2000 – Lemonjelly.ky – Lemon Jelly
- 2000 – Ronan – Ronan Keating
- 2000 – Somewhere in the Sun: Best of the Dream Academy – The Dream Academy
- 2001 – Born – Bond
- 2001 – Crystal Days: 1979-1999 –Echo & the Bunnymen
- 2001 – Jacob Young – Jacob Young
- 2001 – Bring Down the Moon – Naimee Coleman
- 2001 – White Lilies Island – Natalie Imbruglia
- 2001 – Echoes: The Best of Pink Floyd – Pink Floyd
- 2001 – Read My Lips – Sophie Ellis-Bextor
- 2001 – Mixed Up World Pt. 2 – Sophie Ellis-Bextor
- 2001 – They Called Him Tin Tin – Stephen Duffy
- 2001 – Mink Car – They Might Be Giants
- 2001 – Toy Matinee: Special Edition – Toy Matinee
- 2002 – Watching Angels Mend – Alex Lloyd
- 2002 – Born [Japan Bonus Tracks] – bond
- 2002 – Shine – bond
- 2002 – Shine [Bonus Track/Bonus VCD] – bond
- 2002 – Lost Horizons – Lemon Jelly
- 2002 – Festival – Paola & Chiara
- 2002 – Best of Both Worlds: The Robert Palmer Anthology (1974-2001) – Robert Palmer
- 2002 – Mink Car – They Might Be Giants (on "I've Got A Fang")
- 2003 – Remixed [Japan Bonus Tracks] – bond
- 2003 – Journey into Paradise – Dr. Alex Paterson
- 2003 – Measure for Measure/Primitive Man – Icehouse
- 2003 – The Outer Marker – Just Jack
- 2003 – Don't Explain [Bonus Tracks] – Robert Palmer
- 2003 – Shoot from the Hip – Sophie Ellis-Bextor
- 2003 – Reload [Bonus Tracks] – Tom Jones
- 2004 – Mistaken Identity – Delta Goodrem
- 2004 – Live at Montreux, 1990 – Gary Moore
- 2005 – Explosive: The Best of bond [DualDisc] – bond
- 2005 – Explosive: The Best of bond – bond
- 2005 – A Million in Prizes: The Anthology – Iggy Pop
- 2005 – Remembrance Days/A Different Kind of Weather – The Dream Academy
- 2006 – On an Island – David Gilmour
- 2006 – So Still – Mozez
- 2006 – Living in a Giant Candle – Transit Kings
- 2007 – Dylanesque – Bryan Ferry
- 2008 – Live in Gdańsk - David Gilmour
- 2011 – Flamedown – Flamedown
- 2015 – Rattle That Lock – David Gilmour